# Team Astromega
El Team Astromega era un equipo de carreras de Bélgica, con sede en Heist-op-den-Berg y creado en 1995 por Mikke Van Hool. El equipo ha competido en Gran Premio A1, Fórmula Renault 1.6 de Bélgica y Fórmula Internacional 3000.

## Historia
El equipo Astromega fue creado en 1995 por el piloto belga de Fórmula 3000 internacional Mikke Van Hool, que quería pilotar en su propio equipo. Desde 1996, Sam Boyle ha sido el director del equipo.
En 2003, Werner Gillis, experto en gestión financiera, se convirtió en copropietario del equipo. El mismo año, Robby Arnott se unió al equipo como ingeniero jefe después de trabajar con el equipo de carreras DAMS.
En 2003, se creó un campeonato belga de Fórmula Renault 1.6 y Astromega fue seleccionada para organizar la asistencia técnica para la prueba de novatos de la serie con la asistencia de dos pilotos de Karting normal y Indoor. Posteriormente, en el campeonato de 2006, Astromega corrió con un coche con el piloto británico Craig Dolby que se proclamó campeón. En 2007, el británico Jack Piper y la letona Karlīne Štāla (que se convirtió en la primera mujer en ganar un campeonato de monoplazas ), fueron los pilotos del equipo.
Astromega ha estado involucrado en el Gran Premio A1 desde la temporada inaugural en 2005-06, dirigiendo el A1 Team China  y más tarde el A1 Team Portugal. 